# Ngày Quân lực Việt Nam Cộng hòa
Ngày Quân lực Việt Nam Cộng hòa được tổ chức hàng năm, lần đầu tiên vào ngày 19 tháng 6 năm 1965. Đó là ngày mà tập thể chiến sĩ Việt Nam Cộng Hòa chính thức lên nắm giữ vai trò cùng một lúc cả nhiệm vụ quân sự lẫn vai trò hành chánh tại Miền Nam Việt Nam qua buổi lễ ra mắt trước quốc dân và quốc tế Ủy ban Lãnh Ðạo Quốc gia (do Trung tướng Nguyễn Văn Thiệu làm Chủ tịch) và Ủy ban Hành Pháp Trung ương (do Thiếu tướng Nguyễn Cao Kỳ làm Chủ tịch) tại thủ đô Sài Gòn.

## Bối cảnh
Ngày 16 tháng 2 năm 1965, tướng Nguyễn Khánh, với danh nghĩa Chủ tịch Hội đồng Quân lực, đã ký quyết định tuyển nhiệm ông Phan Khắc Sửu làm Quốc trưởng và bổ nhiệm ông Phan Huy Quát làm Thủ tướng thành lập chính phủ mới. Chưa đến 10 ngày sau, ngày 25 tháng 2 năm 1965, tướng Nguyễn Khánh bị các tướng trẻ truất phế, phải nhận chức đại sứ lưu động ở nước ngoài. Ngày 25 tháng 5 năm 1965 Thủ tướng Phan Huy Quát quyết định cải tổ Nội các, thay thế một số Tổng trưởng nhưng phe giáo dân Thiên Chúa giáo phản đối. Quốc trưởng Phan Khắc Sửu cũng không đồng tình nên không phê chuẩn. Ngày 11 tháng 6, Phan Huy Quát triệu tập hội đồng chính phủ để giải quyết nhưng không đạt được thỏa hiệp nào nên ông ra lệnh giải tán chính phủ và từ chức Thủ tướng. Ngày 14 tháng 6 năm 1965, Phan Khắc Sửu chính thức rời ngôi vị Quốc trưởng. Các tướng lãnh tiếp thu chính quyền và lập hai cơ quan: Ủy ban Hành pháp Trung ương và Ủy ban lãnh đạo Quốc gia. Trung tướng Nguyễn Văn Thiệu làm chủ tịch Ủy ban lãnh đạo Quốc gia với cương vị quốc trưởng trong khi Thiếu tướng Nguyễn Cao Kỳ làm chủ tịch Ủy ban hành pháp trung ương với cương vị Thủ tướng cho tới khi thành lập nền Đệ Nhị Cộng hòa Việt Nam vào năm 1967.

## Sau 1975
Ngày Quân lực Việt Nam Cộng hòa được tổ chức hàng năm vào ngày 19 tháng Sáu tới năm 1974. Sau Sự kiện 30 tháng 4 năm 1975 khi chinh phủ Cộng hòa Miền Nam Việt Nam và từ ngày 2 tháng 7 năm 1976, Cộng hòa Xã hội chủ nghĩa Việt Nam nắm quyền, Ngày này được tổ chức tại các thành phố ở các quốc gia nơi có đông người Việt tị nạn Cộng sản sinh sống, như ở thành phố Westminster, Nam California.

### Ngày Cựu Chiến Binh QLVNCH
Thông cáo báo chí của Thượng nghị sĩ Tom Umberg cho biết Quốc hội California qua Nghị Quyết SCR 86 công nhận và kỷ niệm ngày 19 Tháng Sáu, 2019, là Ngày Cựu Chiến Binh Quân Lực Việt Nam Cộng Hòa, nhằm tưởng niệm sự hy sinh dũng cảm và những đóng góp to lớn của những cựu chiến binh người Mỹ gốc Việt ở California và ở nước ngoài.